# Mike van der Hoorn
Mike van der Hoorn (Almere, 15 ottobre 1992) è un calciatore olandese, difensore dell'Utrecht.

## Carriera

### Club
Esordisce in Eredivisie con l'Utrecht nel 2010. 
Dopo 3 anni viene acquistato dall'Ajax, firmando un contratto quadriennale.
Il 6 luglio 2016 passa a titolo definitivo allo Swansea, in Premier League.

### Nazionale
Ha giocato nelle nazionali giovanili olandesi Under-20 ed Under-21.

## Palmarès

### Club

#### Competizioni nazionali
- Campionato olandese: 1

Ajax: 2013-2014
- Supercoppa dei Paesi Bassi: 1

Ajax: 2013